# Hoikka (sjö i Ilomants, Norra Karelen)
Hoikka är en sjö i kommunen Ilomants i landskapet Norra Karelen i Finland. Sjön ligger 185,3 meter över havet. Arean är 71 hektar och strandlinjen är 8,02 kilometer lång. Sjön  ingår i Vuoksens huvudavrinningsområde.   Den ligger omkring 92 kilometer nordöst om Joensuu och omkring 460 kilometer nordöst om Helsingfors. 